# Wolfgang Schäffer
Wolfgang Schäffer (ur. 27 czerwca 1953 w Bielefeld) – niemiecki kolarz torowy reprezentujący RFN, brązowy medalista mistrzostw świata.

## Kariera
Największy sukces w karierze Wolfgang Schäffer osiągnął w 1977 roku, kiedy wspólnie z Horstem Gewissem wywalczył brązowy medal w wyścigu tandemów podczas mistrzostw świata w San Cristóbal. W zawodach tych wyprzedzili ich jedynie reprezentanci Czechosłowacji Vladimír Vačkář i Miroslav Vymazal oraz radziecki duet Władimir Siemieniec i Aleksandr Woronin. Ponadto wielokrotnie zdobywał medale torowych mistrzostw kraju, w tym cztery złote. Nigdy jednak nie wystartował na igrzyskach olimpijskich.